# Grzegorz Dębowski
Grzegorz Dębowski (ur. 6 stycznia 1987 w Warszawie) – polski reżyser i scenarzysta filmowy.
Wykształcenie wyższe zdobył na Wydziale Reżyserii Państwowej Wyższej Szkoły Filmowej, Telewizyjnej i Teatralnej im. Leona Schillera w Łodzi. Profesjonalną karierę rozpoczął jako realizator krótkometrażowego dokumentu A świat nauczy nas fruwać (2011) i asystent reżysera przy Jesteś Bogiem (2012) Leszka Dawida i Idzie (2013) Pawła Pawlikowskiego. Po krótkometrażowym debiucie fabularnym NDR (2016) realizował w latach 2018-2022 odcinki serialu telewizyjnego Barwy szczęścia.
Jego pełnometrażowy debiut fabularny, Tyle co nic (2023), był poświęcony śledztwu w sprawie morderstwa jednego z rolników protestujących przeciwko posłowi, który zignorował postulaty środowiska rolniczego podczas głosowania w Sejmie. Tyle co nic okazał się wielkim sukcesem festiwalowym; za jego stworzenie Dębowski otrzymał nagrodę za debiut reżyserski i scenariusz na Festiwalu Polskich Filmów Fabularnych, nagrodę FIPRESCI na Międzynarodowym Festiwalu Kina Niezależnego Off Camera, Grand Prix Wielki Jantar, nagrodę za scenariusz i Nagrodę Dziennikarzy na Koszalińskim Festiwalu Debiutów Filmowych „Młodzi i Film”.